# Herbert Wilf
Herbert Saul Wilf ( 1931-2012) fue un matemático especializado en combinatoria estadounidense. Fue Thomas A. Scott Professor of Mathematics en el área de Análisis combinatorio y Computación en la Universidad de Pensilvania. Ha escrito numerosos libros, artículos de investigación y es un conferencista popular.
Entre sus colaboradores se incluyen Doron Zeilberger y Donald Knuth. Uno de los primeros estudiantes de Wilf es Richard Garfield, creador del juego de cartas coleccionables Magic: el encuentro.

## Libros
Herbert Wilf es muy conocido por haber escrito el libro generatingfunctionology.
Entre sus otros libros se cuentan:
- A=B (con Doron Zeilberger & Marko Petkovšek)
- Algorithms and Complexity
- East Side, West Side
- Lectures on Integer Partitions
- Lecture Notes on Numerical Analysis (con Dennis Deturck)
- Mathematics for the Physical Sciences

## Reconocimientos
En 1998, Wilf y Zeilberger recibieron el Premio Leroy P. Steele por sus contribuciones a la Investigación por su artículo conjunto «Rational functions certify combinatorial identities» (Journal of the American Mathematical Society, 3 (1990) 147–158). El reconocimiento afirma:

Nuevas ideas matemáticas pueden tener impacto sobre los expertos de un campo o en gente externa al campo, así en cómo éste se desarrolla después de que se da a conocer la idea. La particularmente simple idea del trabajo de Wilf y Zeilberger ya ha cambiado una parte de las matemáticas para los expertos, los usuarios avanzados fuera del campo y al campo mismo.

Su trabajo se tradujo en software matemático que ´simplifican en gran medida las sumas hipergeométricas. En 2002, Wilf recibió la Medalla Euler del Instituto de Combinatoria y sus Aplicaciones.